# Amaury de Lautrec
Amaury de Lautrec (Francia, 1330/1340 – Avignone, 7 giugno 1390) è stato un cardinale e vescovo cattolico francese.

## Biografia
Di famiglia nobile, era figlio del visconte di Lautrec. Entrò nei Canonici regolari di Sant'Agostino e ottenne la laurea in diritto canonico. Fu canonico e cancelliere dell'arcivescovo di Tolosa.
Il 19 agosto 1370 fu eletto vescovo di Couserans. Prese possesso della sede nel gennaio del 1371. L'antipapa Clemente VII lo nominò anche vicario generale della diocesi di Rieux. Il 18 maggio 1384 fu trasferito alla sede di Comminges.
Nel concistoro del 12 luglio 1385 l'antipapa Clemente VII lo creò cardinale del titolo di Sant'Eusebio; secondo l'uso del tempo rinunciò alla sua diocesi, tuttavia la ritenne in amministrazione fino alla morte.
Morì ad Avignone e fu sepolto in quella città.